# N362 (België)
De N362 is een gewestweg in België in Menen. De weg heeft een lengte van ongeveer 1,5 kilometer.
De weg vormt een randweg in het centrum van Menen.